# Medal Johna Newbery’ego
Medal Johna Newbery’ego (ang. John Newbery Medal) – nagroda literacka przyznawana corocznie za poprzedni rok przez Association for Library Service to Children (sekcja Stowarzyszenia Bibliotek Amerykańskich) twórcom „najwybitniejszego wkładu w amerykańską literaturę dla dzieci”. W 1921 Frederic G. Melcher przedłożył pomysł ustanowienia wyróżnienia na cześć Johna Newbery’ego, XVIII-wiecznego angielskiego wydawcy książek dla najmłodszych. W 1922 została zatwierdzona przez Zarząd Wykonawczy Stowarzyszenia Bibliotek Amerykańskich. Medal został zaprojektowany przez René Paula Chambellana.

## Zwycięzcy i laureaci Honor Books
| Rok  | Pisarz                                       | Książka                                                                                        | Nagroda |
| ---- | -------------------------------------------- | ---------------------------------------------------------------------------------------------- | ------- |
| 1922 | Hendrik Willem van Loon                      | The Story of Mankind                                                                           | Wygrana |
| 1922 | Charles Boardman Hawes                       | The Great Quest                                                                                | Honor   |
| 1922 | Bernard Marshall                             | Cedric the Forester                                                                            | Honor   |
| 1922 | William Bowen                                | The Old Tobacco Shop: A True Account of What Befell a Little Boy in Search of Adventure        | Honor   |
| 1922 | Padraic Colum                                | The Golden Fleece and The Heroes Who Lived Before Achilles                                     | Honor   |
| 1922 | Cornelia Meigs                               | The Windy Hill                                                                                 | Honor   |
| 1923 | Hugh Lofting                                 | Podróże Doktora Dolittle                                                                       | Wygrana |
| 1924 | Charles Boardman Hawes                       | The Dark Frigate                                                                               | Wygrana |
| 1925 | Charles Finger                               | Tales from Silver Lands                                                                        | Wygrana |
| 1925 | Annie Carroll Moore                          | Nicholas: A Manhattan Christmas Story                                                          | Honor   |
| 1925 | Anne Parrish i Dillwyn Parrish               | The Dream Coach                                                                                | Honor   |
| 1926 | Arthur Bowie Chrisman                        | Shen of the Sea                                                                                | Wygrana |
| 1926 | Padraic Colum                                | The Voyagers: Being Legends and Romances of Atlantic Discovery                                 | Honor   |
| 1927 | Will James                                   | Smoky the Cow Horse                                                                            | Wygrana |
| 1928 | Dhan Gopal Mukerji                           | Gay Neck, the Story of a Pigeon                                                                | Wygrana |
| 1928 | Ella Young                                   | The Wonder Smith and His Son                                                                   | Honor   |
| 1928 | Caroline Snedeker                            | Downright Dencey                                                                               | Honor   |
| 1929 | Eric Philbrook Kelly                         | Trębacz z Krakowa                                                                              | Wygrana |
| 1929 | John Bennett                                 | The Pigtail of Ah Lee Ben Loo with Seventeen Other Laughable Tales and 200 Comical Silhouettes | Honor   |
| 1929 | Wanda Gág                                    | Millions of Cats                                                                               | Honor   |
| 1929 | Grace Hallock                                | The Boy Who Was                                                                                | Honor   |
| 1929 | Cornelia Meigs                               | Clearing Weather                                                                               | Honor   |
| 1929 | Grace Moon                                   | Runaway Papoose                                                                                | Honor   |
| 1929 | Elinor Whitney Field                         | Tod of the Fens                                                                                | Honor   |
| 1930 | Rachel Lyman Field                           | Hitty, Her First Hundred Years                                                                 | Wygrana |
| 1930 | Jeanette Eaton                               | A Daughter of the Seine: The Life of Madame Roland                                             | Honor   |
| 1930 | Elizabeth Miller                             | Pran of Albania                                                                                | Honor   |
| 1930 | Marian Hurd McNeely                          | The Jumping-Off Place                                                                          | Honor   |
| 1930 | Ella Young                                   | The Tangle-Coated Horse and Other Tales                                                        | Honor   |
| 1930 | Julia Davis Adams                            | Vaino, A Boy of New Finland                                                                    | Honor   |
| 1930 | Hildegarde Swift                             | Little Blacknose: The Story of a Pioneer                                                       | Honor   |
| 1931 | Elizabeth Coatsworth                         | The Cat Who Went to Heaven                                                                     | Wygrana |
| 1931 | Anne Parrish                                 | Floating Island                                                                                | Honor   |
| 1931 | Alida Malkus                                 | The Dark Star of Itza: The Story of A Pagan Princess                                           | Honor   |
| 1931 | Ralph Hubbard                                | Queer Person                                                                                   | Honor   |
| 1931 | Julia Davis Adams                            | Mountains are Free                                                                             | Honor   |
| 1931 | Agnes Hewes                                  | Spice and the Devil’s Cave                                                                     | Honor   |
| 1931 | Elizabeth Janet Gray                         | Meggy MacIntosh                                                                                | Honor   |
| 1931 | Herbert Best                                 | Garram the Hunter: A Boy of the Hill Tribes                                                    | Honor   |
| 1931 | Alice Alison Lide i Margaret Alison Johansen | Ood-Le-Uk the Wanderer                                                                         | Honor   |
| 1932 | Laura Adams Armer                            | Waterless Mountain                                                                             | Wygrana |
| 1932 | Dorothy P. Lathrop                           | The Fairy Circus                                                                               | Honor   |
| 1932 | Rachel Field                                 | Calico Bush                                                                                    | Honor   |
| 1932 | Eunice Tietjens                              | Boy of the South Seas                                                                          | Honor   |
| 1932 | Eloise Lownsbery                             | Out of the Flame                                                                               | Honor   |
| 1932 | Marjorie Hill Allee                          | Jane’s Island                                                                                  | Honor   |
| 1932 | Mary Gould Davis                             | Truce of the Wolf and Other Tales of Old Italy                                                 | Honor   |
| 1933 | Elizabeth Foreman Lewis                      | Young Fu of the Upper Yangtze                                                                  | Wygrana |
| 1933 | Cornelia Meigs                               | Swift Rivers                                                                                   | Honor   |
| 1933 | Hildegarde Swift                             | The Railroad To Freedom: A Story of the Civil War                                              | Honor   |
| 1933 | Nora Burglon                                 | Children of the Soil: A Story of Scandinavia                                                   | Honor   |
| 1934 | Cornelia Meigs                               | Invincible Louisa                                                                              | Wygrana |
| 1934 | Caroline Snedeker                            | The Forgotten Daughter                                                                         | Honor   |
| 1934 | Elsie Singmaster                             | Swords of Steel                                                                                | Honor   |
| 1934 | Wanda Gág                                    | The ABC Bunny                                                                                  | Honor   |
| 1934 | Erick Berry                                  | Winged Girl of Knossos                                                                         | Honor   |
| 1934 | Sarah Lindsay Schmidt                        | New Land                                                                                       | Honor   |
| 1934 | Padraic Colum                                | The Big Tree of Bunlahy: Stories of My Own Countryside                                         | Honor   |
| 1934 | Agnes Hewes                                  | Glory of the Seas                                                                              | Honor   |
| 1934 | Ann Kyle                                     | Apprentice of Florence                                                                         | Honor   |
| 1935 | Monica Shannon                               | Dobry                                                                                          | Wygrana |
| 1935 | Elizabeth Seeger                             | Pageant of Chinese History                                                                     | Honor   |
| 1935 | Constance Rourke                             | Davy Crockett                                                                                  | Honor   |
| 1935 | Hilda van Stockum                            | A Day On Skates: The Story of a Dutch Picnic                                                   | Honor   |
| 1936 | Carol Ryrie Brink                            | Caddie Woodlawn                                                                                | Wygrana |
| 1936 | Phil Stong                                   | Honk, the Moose                                                                                | Honor   |
| 1936 | Kate Seredy                                  | The Good Master                                                                                | Honor   |
| 1936 | Elizabeth Janet Gray                         | Young Walter Scott                                                                             | Honor   |
| 1936 | Armstrong Sperry                             | All Sail Set: A Romance of the Flying Cloud                                                    | Honor   |
| 1937 | Ruth Sawyer                                  | Roller Skates                                                                                  | Wygrana |
| 1937 | Lois Lenski                                  | Phoebe Fairchild: Her Book                                                                     | Honor   |
| 1937 | Idwal Jones                                  | Whistler’s Van                                                                                 | Honor   |
| 1937 | Ludwig Bemelmans                             | The Golden Basket                                                                              | Honor   |
| 1937 | Margery Williams                             | Winterbound                                                                                    | Honor   |
| 1937 | Constance Rourke                             | Audubon                                                                                        | Honor   |
| 1937 | Agnes Hewes                                  | The Codfish Musket                                                                             | Honor   |
| 1938 | Kate Seredy                                  | The White Stag                                                                                 | Wygrana |
| 1938 | James Cloyd Bowman                           | Pecos Bill: The Greatest Cowboy of All Time                                                    | Honor   |
| 1938 | Mabel Robinson                               | Bright Island                                                                                  | Honor   |
| 1938 | Laura Ingalls Wilder                         | On the Banks of Plum Creek                                                                     | Honor   |
| 1939 | Elizabeth Enright                            | Thimble Summer                                                                                 | Wygrana |
| 1939 | Valenti Angelo                               | Nino                                                                                           | Honor   |
| 1939 | Richard i Florence Atwater                   | Pan Popper i jego pingwiny                                                                     | Honor   |
| 1939 | Phyllis Crawford                             | Hello the Boat!                                                                                | Honor   |
| 1939 | Jeanette Eaton                               | Leader By Destiny: George Washington, Man and Patriot                                          | Honor   |
| 1939 | Elizabeth Janet Gray                         | Penn                                                                                           | Honor   |
| 1940 | James Daugherty                              | Daniel Boone                                                                                   | Wygrana |
| 1940 | Kate Seredy                                  | The Singing Tree                                                                               | Honor   |
| 1940 | Mabel Robinson                               | Runner of the Mountain Tops: The Life of Louis Agassiz                                         | Honor   |
| 1940 | Laura Ingalls Wilder                         | By the Shores of Silver Lake                                                                   | Honor   |
| 1940 | Stephen W. Meader                            | Boy with a Pack                                                                                | Honor   |
| 1941 | Armstrong Sperry                             | Call It Courage                                                                                | Wygrana |
| 1941 | Doris Gates                                  | Blue Willow                                                                                    | Honor   |
| 1941 | Mary Jane Carr                               | Young Mac of Fort Vancouver                                                                    | Honor   |
| 1941 | Laura Ingalls Wilder                         | The Long Winter                                                                                | Honor   |
| 1941 | Anna Gertrude Hall                           | Nansen                                                                                         | Honor   |
| 1942 | Walter D. Edmonds                            | The Matchlock Gun                                                                              | Wygrana |
| 1942 | Laura Ingalls Wilder                         | Little Town on the Prairie                                                                     | Honor   |
| 1942 | Genevieve Foster                             | George Washington’s World                                                                      | Honor   |
| 1942 | Lois Lenski                                  | Indian Captive: The Story of Mary Jemison                                                      | Honor   |
| 1942 | Eva Roe Gaggin                               | Down Ryton Water                                                                               | Honor   |
| 1943 | Elizabeth Janet Gray                         | Adam of the Road                                                                               | Wygrana |
| 1943 | Eleanor Estes                                | The Middle Moffat                                                                              | Honor   |
| 1943 | Mabel Leigh Hunt                             | Have You Seen Tom Thumb?                                                                       | Honor   |
| 1944 | Esther Forbes                                | Johnny Tremain                                                                                 | Wygrana |
| 1944 | Laura Ingalls Wilder                         | These Happy Golden Years                                                                       | Honor   |
| 1944 | Julia Sauer                                  | Fog Magic                                                                                      | Honor   |
| 1944 | Eleanor Estes                                | Rufus M.                                                                                       | Honor   |
| 1944 | Elizabeth Yates                              | Mountain Born                                                                                  | Honor   |
| 1945 | Robert Lawson                                | Rabbit Hill                                                                                    | Wygrana |
| 1945 | Eleanor Estes                                | The Hundred Dresses                                                                            | Honor   |
| 1945 | Alice Dalgliesh                              | The Silver Pencil                                                                              | Honor   |
| 1945 | Genevieve Foster                             | Abraham Lincoln’s World                                                                        | Honor   |
| 1945 | Jeanette Eaton                               | Lone Journey: The Life of Roger Williams                                                       | Honor   |
| 1946 | Lois Lenski                                  | Strawberry Girl                                                                                | Wygrana |
| 1946 | Marguerite Henry                             | Justin Morgan Had a Horse                                                                      | Honor   |
| 1946 | Florence Crannell Means                      | The Moved-Outers                                                                               | Honor   |
| 1946 | Christine Weston                             | Bhimsa, the Dancing Bear                                                                       | Honor   |
| 1946 | Katherine Shippen                            | New Found World                                                                                | Honor   |
| 1947 | Carolyn Sherwin Bailey                       | Miss Hickory                                                                                   | Wygrana |
| 1947 | Nancy Barnes                                 | The Wonderful Year                                                                             | Honor   |
| 1947 | Mary i Conrad Buff                           | Big Tree                                                                                       | Honor   |
| 1947 | William Maxwell                              | The Heavenly Tenants                                                                           | Honor   |
| 1947 | Cyrus Fisher                                 | The Avion My Uncle Flew                                                                        | Honor   |
| 1947 | Eleanore M. Jewett                           | The Hidden Treasure of Glaston                                                                 | Honor   |
| 1948 | William Pène du Bois                         | The Twenty-One Balloons                                                                        | Wygrana |
| 1948 | Claire Huchet Bishop                         | Pancakes-Paris                                                                                 | Honor   |
| 1948 | Carolyn Treffinger                           | Li Lun, Lad of Courage                                                                         | Honor   |
| 1948 | Catherine Besterman                          | The Quaint and Curious Quest of Johnny Longfoot                                                | Honor   |
| 1948 | Harold Courlander                            | The Cow-Tail Switch, and Other West African Stories                                            | Honor   |
| 1948 | Marguerite Henry                             | Misty of Chincoteague                                                                          | Honor   |
| 1949 | Marguerite Henry                             | King of the Wind                                                                               | Wygrana |
| 1949 | Holling C. Holling                           | Seabird                                                                                        | Honor   |
| 1949 | Louise Rankin                                | Daughter of the Mountains                                                                      | Honor   |
| 1949 | Ruth S. Gannett                              | My Father’s Dragon                                                                             | Honor   |
| 1949 | Arna Bontemps                                | Story of the Negro                                                                             | Honor   |
| 1950 | Marguerite de Angeli                         | The Door in the Wall                                                                           | Wygrana |
| 1950 | Rebecca Caudill                              | Tree of Freedom                                                                                | Honor   |
| 1950 | Catherine Coblentz                           | The Blue Cat of Castle Town                                                                    | Honor   |
| 1950 | Rutherford George Montgomery                 | Kildee House                                                                                   | Honor   |
| 1950 | Genevieve Foster                             | George Washington                                                                              | Honor   |
| 1950 | Walter i Marion Havighurst                   | Song of The Pines: A Story of Norwegian Lumbering in Wisconsin                                 | Honor   |
| 1951 | Elizabeth Yates                              | Amos Fortune, Free Man                                                                         | Wygrana |
| 1951 | Mabel Leigh Hunt                             | Better Known as Johnny Appleseed                                                               | Honor   |
| 1951 | Jeanette Eaton                               | Gandhi, Fighter Without a Sword                                                                | Honor   |
| 1951 | Clara Ingram Judson                          | Abraham Lincoln, Friend of the People                                                          | Honor   |
| 1951 | Anne Parrish                                 | The Story of Appleby Capple                                                                    | Honor   |
| 1952 | Eleanor Estes                                | Ginger Pye                                                                                     | Wygrana |
| 1952 | Elizabeth Baity                              | Americans Before Columbus                                                                      | Honor   |
| 1952 | Holling C. Holling                           | Minn of the Mississippi                                                                        | Honor   |
| 1952 | Nicholas Kalashnikoff                        | The Defender                                                                                   | Honor   |
| 1952 | Julia Sauer                                  | The Light at Tern Rock                                                                         | Honor   |
| 1952 | Mary i Conrad Buff                           | The Apple and the Arrow                                                                        | Honor   |
| 1953 | Ann Nolan Clark                              | Secret of the Andes                                                                            | Wygrana |
| 1953 | Elwyn Brooks White                           | Pajęczyna Szarloty                                                                             | Honor   |
| 1953 | Eloise Jarvis McGraw                         | Moccasin Trail                                                                                 | Honor   |
| 1953 | Ann Weil                                     | Red Sails to Capri                                                                             | Honor   |
| 1953 | Alice Dalgliesh                              | The Bears on Hemlock Mountain                                                                  | Honor   |
| 1953 | Genevieve Foster                             | Birthdays of Freedom, Vol. 1                                                                   | Honor   |
| 1954 | Joseph Krumgold                              | ...And Now Miguel                                                                              | Wygrana |
| 1954 | Claire Huchet Bishop                         | All Alone                                                                                      | Honor   |
| 1954 | Meindert DeJong                              | Shadrach                                                                                       | Honor   |
| 1954 | Meindert DeJong                              | Hurry Home, Candy                                                                              | Honor   |
| 1954 | Clara Ingram Judson                          | Theodore Roosevelt, Fighting Patriot                                                           | Honor   |
| 1954 | Mary i Conrad Buff                           | Magic Maize                                                                                    | Honor   |
| 1955 | Meindert DeJong                              | The Wheel on the School                                                                        | Wygrana |
| 1955 | Alice Dalgliesh                              | The Courage of Sarah Noble                                                                     | Honor   |
| 1955 | James Ullman                                 | Banner in the Sky                                                                              | Honor   |
| 1956 | Jean Lee Latham                              | Carry On, Mr. Bowditch                                                                         | Wygrana |
| 1956 | Marjorie Kinnan Rawlings                     | The Secret River                                                                               | Honor   |
| 1956 | Jennie Lindquist                             | The Golden Name Day                                                                            | Honor   |
| 1956 | Katherine Shippen                            | Men, Microscopes, and Living Things                                                            | Honor   |
| 1957 | Virginia Sorensen                            | Miracles on Maple Hill                                                                         | Wygrana |
| 1957 | Fred Gipson                                  | Old Yeller                                                                                     | Honor   |
| 1957 | Meindert DeJong                              | The House of Sixty Fathers                                                                     | Honor   |
| 1957 | Clara Ingram Judson                          | Mr. Justice Holmes                                                                             | Honor   |
| 1957 | Dorothy Rhoads                               | The Corn Grows Ripe                                                                            | Honor   |
| 1957 | Marguerite de Angeli                         | Black Fox of Lorne                                                                             | Honor   |
| 1958 | Harold Keith                                 | Rifles for Watie                                                                               | Wygrana |
| 1958 | Mari Sandoz                                  | The Horsecatcher                                                                               | Honor   |
| 1958 | Elizabeth Enright                            | Gone-Away Lake                                                                                 | Honor   |
| 1958 | Robert Lawson                                | The Great Wheel                                                                                | Honor   |
| 1958 | Leo Gurko                                    | Tom Paine, Freedom’s Apostle                                                                   | Honor   |
| 1959 | Elizabeth George Speare                      | The Witch of Blackbird Pond                                                                    | Wygrana |
| 1959 | Natalie Savage Carlson                       | The Family Under the Bridge                                                                    | Honor   |
| 1959 | Meindert DeJong                              | Along Came a Dog                                                                               | Honor   |
| 1959 | Francis Kalnay                               | Chucaro: Wild Pony of the Pampa                                                                | Honor   |
| 1959 | William O. Steele                            | The Perilous Road                                                                              | Honor   |
| 1960 | Joseph Krumgold                              | Onion John                                                                                     | Wygrana |
| 1960 | Jean Craighead George                        | My Side of the Mountain                                                                        | Honor   |
| 1960 | Gerald W. Johnson                            | America Is Born: A History for Peter                                                           | Honor   |
| 1960 | Carol Kendall                                | The Gammage Cup                                                                                | Honor   |
| 1961 | Scott O’Dell                                 | Island of the Blue Dolphins                                                                    | Wygrana |
| 1961 | Gerald W. Johnson                            | America Moves Forward: A History for Peter                                                     | Honor   |
| 1961 | Jack Schaefer                                | Old Ramon                                                                                      | Honor   |
| 1961 | George Selden                                | The Cricket in Times Square                                                                    | Honor   |
| 1962 | Elizabeth George Speare                      | The Bronze Bow                                                                                 | Wygrana |
| 1962 | Edwin Tunis                                  | Frontier Living                                                                                | Honor   |
| 1962 | Eloise Jarvis McGraw                         | The Golden Goblet                                                                              | Honor   |
| 1962 | Mary Stolz                                   | Belling The Tiger                                                                              | Honor   |
| 1963 | Madeleine L’Engle                            | A Wrinkle in Time                                                                              | Wygrana |
| 1963 | Sorche Nic Leodhas                           | Thistle and Thyme: Tales and Legends from Scotland                                             | Honor   |
| 1963 | Olivia Coolidge                              | Men of Athens                                                                                  | Honor   |
| 1964 | Emily Cheney Neville                         | It’s Like This, Cat                                                                            | Wygrana |
| 1964 | Sterling North                               | Rascal                                                                                         | Honor   |
| 1964 | Ester Wier                                   | The Loner                                                                                      | Honor   |
| 1965 | Maia Wojciechowska                           | Shadow of the Bull                                                                             | Wygrana |
| 1965 | Irene Hunt                                   | Across Five Aprils                                                                             | Honor   |
| 1966 | Elizabeth Borton de Treviño                  | I, Juan de Pareja                                                                              | Wygrana |
| 1966 | Lloyd Alexander                              | The Black Cauldron                                                                             | Honor   |
| 1966 | Randall Jarrell                              | The Animal Family                                                                              | Honor   |
| 1966 | Mary Stolz                                   | The Noonday Friends                                                                            | Honor   |
| 1967 | Irene Hunt                                   | Up a Road Slowly                                                                               | Wygrana |
| 1967 | Scott O’Dell                                 | The King’s Fifth                                                                               | Honor   |
| 1967 | Isaac Bashevis Singer                        | Zlateh The Goat and Other Stories                                                              | Honor   |
| 1967 | Mary Hays Weik                               | The Jazz Man                                                                                   | Honor   |
| 1968 | E. L. Konigsburg                             | From the Mixed-Up Files of Mrs. Basil E. Frankweiler                                           | Wygrana |
| 1968 | E. L. Konigsburg                             | Jennifer, Hecate, Macbeth, William McKinley, and Me, Elizabeth                                 | Honor   |
| 1968 | Scott O’Dell                                 | The Black Pearl                                                                                | Honor   |
| 1968 | Isaac Bashevis Singer                        | The Fearsome Inn                                                                               | Honor   |
| 1968 | Zilpha Keatley Snyder                        | The Egypt Game                                                                                 | Honor   |
| 1969 | Lloyd Alexander                              | The High King                                                                                  | Wygrana |
| 1969 | Julius Lester                                | To Be a Slave                                                                                  | Honor   |
| 1969 | Isaac Bashevis Singer                        | When Shlemiel Went to Warsaw and Other Stories                                                 | Honor   |
| 1970 | William H. Armstrong                         | Sounder                                                                                        | Wygrana |
| 1970 | Sulamith Ish-kishor                          | Our Eddie                                                                                      | Honor   |
| 1970 | Janet Gaylord Moore                          | The Many Ways of Seeing: An Introduction to the Pleasures of Art                               | Honor   |
| 1970 | Mary Q. Steele                               | Journey Outside                                                                                | Honor   |
| 1971 | Betsy Byars                                  | Summer of the Swans                                                                            | Wygrana |
| 1971 | Natalie Babbitt                              | Knee-Knock Rise                                                                                | Honor   |
| 1971 | Sylvia Engdahl                               | Enchantress from the Stars                                                                     | Honor   |
| 1971 | Scott O’Dell                                 | Sing Down the Moon                                                                             | Honor   |
| 1972 | Robert C. O’Brien                            | Mrs. Frisby and the Rats of NIMH                                                               | Wygrana |
| 1972 | Allan W. Eckert                              | Incident at Hawk’s Hill                                                                        | Honor   |
| 1972 | Virginia Hamilton                            | The Planet of Junior Brown                                                                     | Honor   |
| 1972 | Ursula K. Le Guin                            | Grobowce Atuanu                                                                                | Honor   |
| 1972 | Miska Miles                                  | Annie and the Old One                                                                          | Honor   |
| 1972 | Zilpha Keatley Snyder                        | The Headless Cupid                                                                             | Honor   |
| 1973 | Jean Craighead George                        | Julie of the Wolves                                                                            | Wygrana |
| 1973 | Arnold Lobel                                 | Frog and Toad Together                                                                         | Honor   |
| 1973 | Johanna Reiss                                | The Upstairs Room                                                                              | Honor   |
| 1973 | Zilpha Keatley Snyder                        | The Witches of Worm                                                                            | Honor   |
| 1974 | Paula Fox                                    | The Slave Dancer                                                                               | Wygrana |
| 1974 | Susan Cooper                                 | The Dark Is Rising                                                                             | Honor   |
| 1975 | Virginia Hamilton                            | M. C. Higgins, the Great                                                                       | Wygrana |
| 1975 | Ellen Raskin                                 | Figgs & Phantoms                                                                               | Honor   |
| 1975 | James Lincoln Collier i Christopher Collier  | My Brother Sam Is Dead                                                                         | Honor   |
| 1975 | Elizabeth Marie Pope                         | The Perilous Gard                                                                              | Honor   |
| 1975 | Bette Greene                                 | Philip Hall Likes Me, I Reckon Maybe                                                           | Honor   |
| 1976 | Susan Cooper                                 | The Grey King                                                                                  | Wygrana |
| 1976 | Sharon Bell Mathis                           | The Hundred Penny Box                                                                          | Honor   |
| 1976 | Laurence Yep                                 | Dragonwings                                                                                    | Honor   |
| 1977 | Mildred Taylor                               | Roll of Thunder, Hear My Cry                                                                   | Wygrana |
| 1977 | William Steig                                | Abel’s Island                                                                                  | Honor   |
| 1977 | Nancy Bond                                   | A String in the Harp                                                                           | Honor   |
| 1978 | Katherine Paterson                           | Most do Terabithii                                                                             | Wygrana |
| 1978 | Beverly Cleary                               | Ramona and Her Father                                                                          | Honor   |
| 1978 | Jamake Highwater                             | Anpao: An American Indian Odyssey                                                              | Honor   |
| 1979 | Ellen Raskin                                 | The Westing Game                                                                               | Wygrana |
| 1979 | Katherine Paterson                           | The Great Gilly Hopkins                                                                        | Honor   |
| 1980 | Joan Blos                                    | A Gathering of Days: A New England Girl’s Journal                                              | Wygrana |
| 1980 | David Kherdian                               | The Road from Home                                                                             | Honor   |
| 1981 | Katherine Paterson                           | Jacob Have I Loved                                                                             | Wygrana |
| 1981 | Jane Langton                                 | The Fledgling                                                                                  | Honor   |
| 1981 | Madeleine L’Engle                            | A Ring of Endless Light                                                                        | Honor   |
| 1982 | Nancy Willard                                | A Visit to William Blake’s Inn                                                                 | Wygrana |
| 1982 | Beverly Cleary                               | Ramona Quimby, Age 8                                                                           | Honor   |
| 1982 | Aranka Siegal                                | Upon the Head of the Goat: A Childhood in Hungary 1939–1944                                    | Honor   |
| 1983 | Cynthia Voigt                                | Dicey’s Song                                                                                   | Wygrana |
| 1983 | Robin McKinley                               | The Blue Sword                                                                                 | Honor   |
| 1983 | William Steig                                | Doctor De Soto                                                                                 | Honor   |
| 1983 | Paul Fleischman                              | Graven Images                                                                                  | Honor   |
| 1983 | Jean Fritz                                   | Homesick: My Own Story                                                                         | Honor   |
| 1983 | Virginia Hamilton                            | Sweet Whispers, Brother Rush                                                                   | Honor   |
| 1984 | Beverly Cleary                               | Dear Mr. Henshaw                                                                               | Wygrana |
| 1984 | Elizabeth George Speare                      | The Sign of the Beaver                                                                         | Honor   |
| 1984 | Cynthia Voigt                                | A Solitary Blue                                                                                | Honor   |
| 1984 | Kathryn Lasky                                | Sugaring Time                                                                                  | Honor   |
| 1984 | Bill Brittain                                | The Wish Giver                                                                                 | Honor   |
| 1985 | Robin McKinley                               | The Hero and the Crown                                                                         | Wygrana |
| 1985 | Mavis Jukes                                  | Like Jake and Me                                                                               | Honor   |
| 1985 | Bruce Brooks                                 | The Moves Make the Man                                                                         | Honor   |
| 1985 | Paula Fox                                    | One-Eyed Cat                                                                                   | Honor   |
| 1986 | Patricia MacLachlan                          | Sarah, Plain and Tall                                                                          | Wygrana |
| 1986 | Rhoda Blumberg                               | Commodore Perry In the Land of the Shogun                                                      | Honor   |
| 1986 | Gary Paulsen                                 | Dogsong                                                                                        | Honor   |
| 1987 | Sid Fleischman                               | The Whipping Boy                                                                               | Wygrana |
| 1987 | Cynthia Rylant                               | A Fine White Dust                                                                              | Honor   |
| 1987 | Marion Dane Bauer                            | On My Honor                                                                                    | Honor   |
| 1987 | Patricia Lauber                              | Volcano: The Eruption and Healing of Mount St. Helens                                          | Honor   |
| 1988 | Russell Freedman                             | Lincoln: A Photobiography                                                                      | Wygrana |
| 1988 | Norma Fox Mazer                              | After the Rain                                                                                 | Honor   |
| 1988 | Gary Paulsen                                 | Hatchet                                                                                        | Honor   |
| 1989 | Paul Fleischman                              | Joyful Noise: Poems for Two Voices                                                             | Wygrana |
| 1989 | Virginia Hamilton                            | In The Beginning: Creation Stories from Around the World                                       | Honor   |
| 1989 | Walter Dean Myers                            | Scorpions                                                                                      | Honor   |
| 1990 | Lois Lowry                                   | Number the Stars                                                                               | Wygrana |
| 1990 | Janet Taylor Lisle                           | Afternoon of the Elves                                                                         | Honor   |
| 1990 | Suzanne Fisher Staples                       | Shabanu, Daughter of the Wind                                                                  | Honor   |
| 1990 | Gary Paulsen                                 | The Winter Room                                                                                | Honor   |
| 1991 | Jerry Spinelli                               | Maniac Magee                                                                                   | Wygrana |
| 1991 | Avi                                          | The True Confessions of Charlotte Doyle                                                        | Honor   |
| 1992 | Phyllis Reynolds Naylor                      | Shiloh                                                                                         | Wygrana |
| 1992 | Avi                                          | Nothing But The Truth: a Documentary Novel                                                     | Honor   |
| 1992 | Russell Freedman                             | The Wright Brothers: How They Invented the Airplane                                            | Honor   |
| 1993 | Cynthia Rylant                               | Missing May                                                                                    | Wygrana |
| 1993 | Bruce Brooks                                 | What Hearts                                                                                    | Honor   |
| 1993 | Patricia McKissack                           | The Dark-Thirty                                                                                | Honor   |
| 1993 | Walter Dean Myers                            | Somewhere in the Darkness                                                                      | Honor   |
| 1994 | Lois Lowry                                   | The Giver                                                                                      | Wygrana |
| 1994 | Jane Leslie Conly                            | Crazy Lady!                                                                                    | Honor   |
| 1994 | Laurence Yep                                 | Dragon’s Gate                                                                                  | Honor   |
| 1994 | Russell Freedman                             | Eleanor Roosevelt: A Life of Discovery                                                         | Honor   |
| 1995 | Sharon Creech                                | Walk Two Moons                                                                                 | Wygrana |
| 1995 | Karen Cushman                                | Catherine, Called Birdy                                                                        | Honor   |
| 1995 | Nancy Farmer                                 | The Ear, the Eye and the Arm                                                                   | Honor   |
| 1996 | Karen Cushman                                | The Midwife’s Apprentice                                                                       | Wygrana |
| 1996 | Carolyn Coman                                | What Jamie Saw                                                                                 | Honor   |
| 1996 | Christopher Paul Curtis                      | The Watsons Go to Birmingham: 1963                                                             | Honor   |
| 1996 | Carol Fenner                                 | Yolonda’s Genius                                                                               | Honor   |
| 1996 | Jim Murphy                                   | The Great Fire                                                                                 | Honor   |
| 1997 | E. L. Konigsburg                             | The View from Saturday                                                                         | Wygrana |
| 1997 | Nancy Farmer                                 | A Girl Named Disaster                                                                          | Honor   |
| 1997 | Eloise Jarvis McGraw                         | The Moorchild                                                                                  | Honor   |
| 1997 | Megan Whalen Turner                          | The Thief                                                                                      | Honor   |
| 1997 | Ruth White                                   | Belle Prater’s Boy                                                                             | Honor   |
| 1998 | Karen Hesse                                  | Out of the Dust                                                                                | Wygrana |
| 1998 | Gail Carson Levine                           | Ella Enchanted                                                                                 | Honor   |
| 1998 | Patricia Reilly Giff                         | Lily’s Crossing                                                                                | Honor   |
| 1998 | Jerry Spinelli                               | Wringer                                                                                        | Honor   |
| 1999 | Louis Sachar                                 | Holes                                                                                          | Wygrana |
| 1999 | Richard Peck                                 | A Long Way from Chicago                                                                        | Honor   |
| 2000 | Christopher Paul Curtis                      | Bud, Not Buddy                                                                                 | Wygrana |
| 2000 | Audrey Couloumbis                            | Getting Near to Baby                                                                           | Honor   |
| 2000 | Jennifer L. Holm                             | Our Only May Amelia                                                                            | Honor   |
| 2000 | Tomie dePaola                                | 26 Fairmount Avenue                                                                            | Honor   |
| 2001 | Richard Peck                                 | A Year Down Yonder                                                                             | Wygrana |
| 2001 | Joan Bauer                                   | Hope Was Here                                                                                  | Honor   |
| 2001 | Kate DiCamillo                               | Because of Winn-Dixie                                                                          | Honor   |
| 2001 | Jack Gantos                                  | Joey Pigza Loses Control                                                                       | Honor   |
| 2001 | Sharon Creech                                | The Wanderer                                                                                   | Honor   |
| 2002 | Linda Sue Park                               | A Single Shard                                                                                 | Wygrana |
| 2002 | Polly Horvath                                | Everything on a Waffle                                                                         | Honor   |
| 2002 | Marilyn Nelson                               | Carver: A Life in Poems                                                                        | Honor   |
| 2003 | Avi                                          | Crispin: The Cross of Lead                                                                     | Wygrana |
| 2003 | Nancy Farmer                                 | The House of the Scorpion                                                                      | Honor   |
| 2003 | Patricia Reilly Giff                         | Pictures of Hollis Woods                                                                       | Honor   |
| 2003 | Carl Hiaasen                                 | Hoot                                                                                           | Honor   |
| 2003 | Ann M. Martin                                | A Corner of the Universe                                                                       | Honor   |
| 2003 | Stephanie S. Tolan                           | Surviving the Applewhites                                                                      | Honor   |
| 2004 | Kate DiCamillo                               | The Tale of Despereaux                                                                         | Wygrana |
| 2004 | Kevin Henkes                                 | Olive’s Ocean                                                                                  | Honor   |
| 2004 | Jim Murphy                                   | An American Plague: The True and Terrifying Story of the Yellow Fever Epidemic of 1793         | Honor   |
| 2005 | Cynthia Kadohata                             | Kira-Kira                                                                                      | Wygrana |
| 2005 | Gennifer Choldenko                           | Al Capone Does My Shirts                                                                       | Honor   |
| 2005 | Russell Freedman                             | The Voice that Challenged a Nation: Marian Anderson and the Struggle for Equal Rights          | Honor   |
| 2005 | Gary D. Schmidt                              | Lizzie Bright and the Buckminster Boy                                                          | Honor   |
| 2006 | Lynne Rae Perkins                            | Criss Cross                                                                                    | Wygrana |
| 2006 | Alan Armstrong                               | Whittington                                                                                    | Honor   |
| 2006 | Susan Campbell Bartoletti                    | Hitler Youth: Growing Up in Hitler's Shadow                                                    | Honor   |
| 2006 | Shannon Hale                                 | Princess Academy                                                                               | Honor   |
| 2006 | Jacqueline Woodson                           | Show Way                                                                                       | Honor   |
| 2007 | Susan Patron                                 | The Higher Power of Lucky                                                                      | Wygrana |
| 2007 | Jennifer L. Holm                             | Penny from Heaven                                                                              | Honor   |
| 2007 | Kirby Larson                                 | Hattie Big Sky                                                                                 | Honor   |
| 2007 | Cynthia Lord                                 | Rules                                                                                          | Honor   |
| 2008 | Laura Amy Schlitz                            | Good Masters! Sweet Ladies! Voices from a Medieval Village                                     | Wygrana |
| 2008 | Christopher Paul Curtis                      | Elijah of Buxton                                                                               | Honor   |
| 2008 | Gary D. Schmidt                              | The Wednesday Wars                                                                             | Honor   |
| 2008 | Jacqueline Woodson                           | Feathers                                                                                       | Honor   |
| 2009 | Neil Gaiman                                  | The Graveyard Book                                                                             | Wygrana |
| 2009 | Kathi Appelt                                 | The Underneath                                                                                 | Honor   |
| 2009 | Margarita Engle                              | The Surrender Tree: Poems of Cuba's Struggle for Freedom                                       | Honor   |
| 2009 | Ingrid Law                                   | Savvy                                                                                          | Honor   |
| 2009 | Jacqueline Woodson                           | After Tupac and D Foster                                                                       | Honor   |
| 2010 | Rebecca Stead                                | When You Reach Me                                                                              | Wygrana |
| 2010 | Phillip Hoose                                | Claudette Colvin: Twice Toward Justice                                                         | Honor   |
| 2010 | Jacqueline Kelly                             | The Evolution of Calpurnia Tate                                                                | Honor   |
| 2010 | Grace Lin                                    | Where the Mountain Meets the Moon                                                              | Honor   |
| 2010 | Rodman Philbrick                             | The Mostly True Adventures of Homer P. Figg                                                    | Honor   |
| 2011 | Clare Vanderpool                             | Moon Over Manifest                                                                             | Wygrana |
| 2011 | Jennifer L. Holm                             | Turtle in Paradise                                                                             | Honor   |
| 2011 | Margi Preus                                  | Heart of a Samurai                                                                             | Honor   |
| 2011 | Joyce Sidman                                 | Dark Emperor & Other Poems of the Night                                                        | Honor   |
| 2011 | Rita Williams-Garcia                         | One Crazy Summer                                                                               | Honor   |
| 2012 | Jack Gantos                                  | Dead End in Norvelt                                                                            | Wygrana |
| 2012 | Thanhha Lai                                  | Inside Out & Back Again                                                                        | Honor   |
| 2012 | Eugene Yelchin                               | Breaking Stalin’s Nose                                                                         | Honor   |
| 2013 | Katherine Applegate                          | The One and Only Ivan                                                                          | Wygrana |
| 2013 | Laura Amy Schlitz                            | Splendors and Glooms                                                                           | Honor   |
| 2013 | Steve Sheinkin                               | Bomb: The Race to Build—and Steal—the World’s Most Dangerous Weapon                            | Honor   |
| 2013 | Sheila Turnage                               | Three Times Lucky                                                                              | Honor   |
| 2014 | Kate DiCamillo                               | Flora & Ulysses: The Illuminated Adventures                                                    | Wygrana |
| 2014 | Holly Black                                  | Doll Bones                                                                                     | Honor   |
| 2014 | Kevin Henkes                                 | The Year of Billy Miller                                                                       | Honor   |
| 2014 | Amy Timberlake                               | One Came Home                                                                                  | Honor   |
| 2014 | Vince Vawter                                 | Paperboy                                                                                       | Honor   |
| 2015 | Kwame Alexander                              | The Crossover                                                                                  | Wygrana |
| 2015 | Cece Bell                                    | El Deafo                                                                                       | Honor   |
| 2015 | Jacqueline Woodson                           | Brown Girl Dreaming                                                                            | Honor   |
| 2016 | Matt de la Peña                              | Last Stop on Market Street                                                                     | Wygrana |
| 2016 | Kimberly Brubaker Bradley                    | The War That Saved My Life                                                                     | Honor   |
| 2016 | Victoria Jamieson                            | Roller Girl                                                                                    | Honor   |
| 2016 | Pam Muñoz Ryan                               | Echo                                                                                           | Honor   |
| 2017 | Kelly Barnhill                               | Dziewczynka, która wypiła księżyc                                                              | Wygrana |
| 2017 | Ashley Bryan                                 | Freedom Over Me: Eleven Slaves, Their Lives and Dreams Brought to Life by Ashley Bryan         | Honor   |
| 2017 | Adam Gidwitz                                 | The Inquisitor’s Tale: Or, The Three Magical Children and Their Holy Dog                       | Honor   |
| 2017 | Lauren Wolk                                  | Wolf Hollow                                                                                    | Honor   |
| 2018 | Erin Entrada Kelly                           | Cześć, wszechświecie                                                                           | Wygrana |
| 2018 | Derrick Barnes                               | Crown: An Ode to the Fresh Cut                                                                 | Honor   |
| 2018 | Jason Reynolds                               | Long Way Down                                                                                  | Honor   |
| 2018 | Renée Watson                                 | Piecing Me Together                                                                            | Honor   |
| 2019 | Meg Medina                                   | Merci Suárez Changes Gears                                                                     | Wygrana |
| 2019 | Veera Hiranandani                            | The Night Diary                                                                                | Honor   |
| 2019 | Catherine Gilbert Murdock                    | The Book of Boy                                                                                | Honor   |
| 2020 | Jerry Craft                                  | New Kid                                                                                        | Wygrana |
| 2020 | Kwame Alexander                              | The Undefeated                                                                                 | Honor   |
| 2020 | Christian McKay Heidicker                    | Scary Stories for Young Foxes                                                                  | Honor   |
| 2020 | Jasmine Warga                                | Other Words for Home                                                                           | Honor   |
| 2020 | Alicia D. Williams                           | Genesis Begins Again                                                                           | Honor   |
| 2021 | Tae Keller                                   | When You Trap a Tiger                                                                          | Wygrana |
| 2021 | Kimberly Brubaker Bradley                    | Fighting Words                                                                                 | Honor   |
| 2021 | Erin Entrada Kelly                           | We Dream of Space                                                                              | Honor   |
| 2021 | Christina Soontornvat                        | All Thirteen: The Incredible Cave Rescue of the Thai Boys' Soccer Team                         | Honor   |
| 2021 | Christina Soontornvat                        | A Wish in the Dark                                                                             | Honor   |
| 2021 | Carole Boston Weatherford                    | BOX: Henry Brown Mails Himself to Freedom                                                      | Honor   |
| 2022 | Donna Barba Higuera                          | The Last Cuentista                                                                             | Wygrana |
| 2022 | Rajani LaRocca                               | Red, White, and Whole                                                                          | Honor   |
| 2022 | Darcie Little Badger                         | A Snake Falls to Earth                                                                         | Honor   |
| 2022 | Kyle Lukoff                                  | Too Bright to See                                                                              | Honor   |
| 2022 | Andrea Wang                                  | Watercress                                                                                     | Honor   |
| 2023 | Amina Luqman-Dawson                          | Freewater                                                                                      | Wygrana |
| 2023 | Andrea Beatriz Arango                        | Iveliz Explains It All                                                                         | Honor   |
| 2023 | Christina Soontornvat                        | The Last Mapmaker                                                                              | Honor   |
| 2023 | Lisa Yee                                     | Maizy Chen’s Last Chance                                                                       | Honor   |